# Príncipe de Orange
Príncipe de Orange é um título nobiliárquico de origem francesa, associado ao histórico principado homônimo, sediado no Vale do Ródano, no Sul de França. Enquanto soberano em seu próprio território principesco, o Príncipe de Orange era vassalo do Duque da Borgonha e, posteriormente, do Imperador Romano-Germânico. O título era detido pelos membros da Casa de Baux desde sua origem. No entanto, o último descendente dos príncipes de Orange da casa de Baux foi Renato de Chalôn, que foi sucedido pelo primo adolescente Guilherme IX, Conde de Nassau. 
Mais conhecido como "o Taciturno", Guilherme seria o grande impulsionador da Independência dos Países Baixos. Desde sua ascensão em 1544, todos os seus descendentes ocuparam sucessivamente o cargo de Estatuder das províncias neerlandesas, liderando um forte movimento de resistência política contra os franceses e espanhóis. Ao longo do século XVII, os chefes dinásticos da Casa de Orange ascenderam a um forte protagonismo político na Europa Ocidental, tornando-se os líderes políticos de facto da República Holandesa.
Desde a fundação do moderno Reino dos Países Baixos, em 1815, o título de Príncipe de Orange é reservado ao herdeiro aparente do Rei dos Países Baixos. Atualmente, o título é detido pela Princesa Catarina Amália, filha mais velha e herdeira aparente do Rei Guilherme Alexandre.

## Príncipes de Orange
- Casa de Baux (1171-1393)
- Casa de Chalôn (1393-1544)
  - Renato de Châlon (1519-1530-1544)[5][6]

### Casa de Orange-Nassau
| Nome                                                           | Imagem                                  | Nascimento              | Casamento                                                 | Morte                   |
| -------------------------------------------------------------- | --------------------------------------- | ----------------------- | --------------------------------------------------------- | ----------------------- |
| Guilherme I 15 de julho de 1544 – 10 de julho de 1584          | Guilherme I, Príncipe de Orange         | 24 de abril de 1533     | Ana da Saxónia 2 de junho de 1561 5 filhos                | 10 de julho de 1584     |
| Filipe Guilherme 10 de julho de 1584 – 20 de fevereiro de 1618 | Filipe Guilherme, Príncipe de Orange    | 19 de dezembro de 1554  | Leonor de Bourbon 23 de novembro de 1606 Sem filhos       | 20 de fevereiro de 1618 |
| Maurício 20 de fevereiro de 1618 – 23 de abril de 1625         | Maurício, Príncipe de Orange            | 14 de novembro de 1567  | Não se casou.                                             | 23 de abril de 1625     |
| Frederico Henrique 23 de abril de 1625 – 14 de março de 1647   | Frederico Henrique, Príncipe de Orange  | 29 de janeiro de 1584   | Amália de Solms-Braunfels 4 de abril de 1625 5 filhos     | 14 de março de 1647     |
| Guilherme II 14 de março de 1647 – 6 de novembro de 1650       | Guilherme II, Príncipe de Orange        | 27 de maio de 1626      | Maria Henriqueta Stuart 2 de maio de 1641 1 filho         | 6 de novembro de 1650   |
| Guilherme III 6 de novembro de 1650 – 8 de março de 1702       | Guilherme III, Príncipe de Orange       | 4 de novembro de 1650   | Maria Stuart 4 de novembro de 1677 Sem filhos             | 8 de março de 1702      |
| João Guilherme 8 de março de 1702 – 14 de julho de 1711        | João Guilherme, Príncipe de Orange      | 14 de agosto de 1687    | Maria Luísa de Hesse-Cassel 26 de abril de 1709 2 filhos  | 14 de julho de 1711     |
| Guilherme IV 1 de setembro de 1711 – 22 de outubro de 1751     | Guilherme IV, Príncipe de Orange        | 1 de setembro de 1711   | Ana de Hanôver 25 de março de 1734 2 filhos               | 22 de outubro de 1751   |
| Guilherme V 22 de outubro de 1751 – 9 de abril de 1806         | Guilherme V, Príncipe de Orange         | 8 de março de 1748      | Guilhermina da Prússia 4 de outubro de 1767 3 filhos      | 9 de abril de 1806      |
| Guilherme VI 9 de abril de 1806 – 12 de julho de 1806          | Guilherme VI, Príncipe de Orange        | 24 de agosto de 1772    | Guilhermina da Prússia 1 de outubro de 1791 4 filhos      | 12 de dezembro de 1843  |
| Guilherme 16 de março de 1815 – 7 de outubro de 1840           | Guilherme, Príncipe de Orange           | 6 de dezembro de 1792   | Ana Pavlovna de Halsácia 21 de fevereiro de 1816 5 filhos | 17 de março de 1849     |
| Guilherme 7 de outubro de 1840 – 17 de março de 1849           | Guilherme, Príncipe de Orange           | 19 de fevereiro de 1817 | Sofia de Württemberg 18 de junho de 1839 3 filhos         | 23 de novembro de 1890  |
| Guilherme 17 de março de 1849 – 11 de junho de 1879            | Guilherme, Príncipe de Orange           | 4 de setembro de 1840   | Não se casou.                                             | 11 de junho de 1879     |
| Alexandre 11 de junho de 1879 – 21 de junho de 1884            | Alexandre, Príncipe de Orange           | 25 de agosto de 1851    | Não se casou.                                             | 21 de junho de 1884     |
| Guilherme Alexandre 30 de abril de 1980 – 30 de abril de 2013  | Guilherme Alexandre, Príncipe de Orange | 27 de abril de 1967     | Máxima Zorreguieta 2 de fevereiro de 2002 3 filhos        |                         |
| Catarina Amália 30 de abril de 2013 – presente                 | Catarina Amália, Princesa de Orange     | 7 de dezembro de 2003   | Não se casou.                                             |                         |